# Paice Ashton Lord
Paice Ashton Lord war eine britische Rockband die aus den Musikern Ian Paice, Tony Ashton, Jon Lord, Bernie Marsden und Paul Martinez bestand. Sie brachten 1977 das Album Malice In Wonderland heraus.

## Geschichte
Nachdem sich 1976 die Band Deep Purple aufgelöst hatte, suchten Jon Lord und Ian Paice nach neuen musikalischen Aufgaben. Zusammen mit Tony Ashton, mit dem Jon Lord schon öfter zusammengearbeitet hatte, wollten sie eine neue Band gründen. Anders als Deep Purple sollte sie jedoch nicht dem Hardrock zugeordnet werden können. Um weitere Musiker bemühten sie sich per Zeitungsannonce („British Band Requires BRITISH Bass Player and Lead Guitarist for formation of new rock band by three established musicians […]“). Nach einem Casting entschied man sich für den Bassisten Paul Martinez und den Gitarristen Bernie Marsden. Außerdem nahm man noch eine Bläsergruppe und zwei Backgroundsängerinnen in die Band auf.
Nachdem sich die neue Band am 21. August 1976 der Presse vorgestellt hatte, begann man im September in München mit den Aufnahmen zum Album Malice in Wonderland, welches 1977 auf den Markt kam.
Anschließend gingen Paice Ashton Lord auf eine ausgedehnte Tournee, auf der auch die Aufnahmen des 1992 veröffentlichten Livealbums BBC Live in Concert entstanden. 1977 begann man mit Aufnahmen für ein zweites Album, das allerdings nur zu rund 75 % fertiggestellt werden konnte, da sich die Band während dessen Produktion 1978 trennte. Diese Aufnahmen wurden 2001 als Bonus-Tracks einer Special Edition des Albums Malice in Wonderland veröffentlicht.

## Diskografie
- 1977: Malice in Wonderland (Album)
- 2007: Paice Ashton Lord LIVE (DVD)